# Бушаг
Бушаг (рум. Bușag) — село у повіті Марамуреш в Румунії. Адміністративно підпорядковане місту Теуцій-Мегереуш.
Село розташоване на відстані 413 км на північний захід від Бухареста, 11 км на захід від Бая-Маре, 98 км на північ від Клуж-Напоки.

## Населення
За даними перепису населення 2002 року у селі проживали 543 особи.
Національний склад населення села:
| Національність | Кількість осіб | Відсоток |
| -------------- | -------------- | -------- |
| румуни         | 521            | 95,9%    |
| угорці         | 21             | 3,9%     |

Рідною мовою назвали:
| Мова      | Кількість осіб | Відсоток |
| --------- | -------------- | -------- |
| румунська | 522            | 96,1%    |
| угорська  | 20             | 3,7%     |